# Leonardo Eulálio do Nascimento e Silva
Leonardo Eulálio do Nascimento e Silva (* 26. März 1915 in Paris; † 29. Januar 2014) war ein brasilianischer Diplomat.

## Leben
Leonardo Eulálio do Nascimento e Silva war der Sohn von Margery do Nascimento e Silva und Joaquim Eulálio do Nascimento e Silva, er war mit Isabel Veronique do Nascimento e Silva verheiratet. Das Ehepaar hatte eine Tochter, Maureen Verónica do Nascimento e Silva.
1962 leitete er die Abteilung Kommunikation und Archiv im brasilianischen Außenministerium, dem Itamaraty. Von 1962 bis 1965 war er Generalkonsul in Kopenhagen. 1964 war er zugleich Geschäftsträger in Oslo. Von 1966 bis 1970 war er Botschafter in Bangkok und war gleichzeitig bei den Regierungen in Singapur, Saigon und Kuala Lumpur akkreditiert. Von 1971 bis 1974 war er Botschafter in Canberra. 1975 war er Botschafter in Jakarta.